# Дадиванк
Дадиванк (јерм. Դադիվանք) је јерменски манастир у Келбаџарском рејону у Азербејџану. Изграђен је између 9. и 13. века.

## Историја и архитектура
Манастир је основао свети Дади, ученик апостола Тадеја, који је ширио хришћанство у источној Јерменији током првог века нове ере. Међутим, манастир се први пут помиње у 9. веку. У јулу 2007. године, гроб светог Дада откривен је испод светог олтара главне цркве. Кнежеви Горњег Хачена такође су сахрањени у Дадиванку, испод црквеног гавита.
Манастир припада епархији Арцах Јерменске апостолске цркве, а састоји се од катедралне цркве Светог Аствадзадзина, капеле и неколико других зграда. Главна црква има у зидовима уклесано јерменско писмо, поред неколико фресака из 13. века. На барељефу на јужној фасади катедрале у Дадиванку, саграђене 1214. године, приказано је како принцеза нуди цркву у знак сећања на своје синове. Према Паолу Кунеу, Дадиванк је један од два манастира, заједно са Ганџасаром, где се могу наћи мотиви попрсја (вероватно донатора манастира).

## Рестаурација
1994. године, након завршетка рата за Нагорно-Карабах, манастир је поново отворен, а 2004. године започео је процес обнове финансирањем јерменско-америчке пословне жене Еделе Ховнаниан, који је завршен 2005. године. Рестаурацијом је обновљена катедрала, заједно са капелом коју је обновио Едик Абрахамиан, Јерменин из Техерана.
У августу 2017. године, италијански специјалисти који су претходно спровели рестаураторске операције у Давиданку вратили су се да наставе са чишћењем и рестаурацијом манастира. Обновљене су четири капеле и њихове фреске, а у плану је обнова натписа и украса у близини врата капела. Планирано је да цео пројекат рестаурације буде завршен до 2020. године.
Међутим, као резултат рата у Нагорно-Карабаху 2020. године, који је резултирао споразумом о прекиду ватре којим је предвиђено повлачење Јермена из Дадиванка и предаја околине Азербејџану, игуман манастира Дадиванк одлучио је да манастирске хришћанске артефакте од уметничког значаја, укључујући звона и хачкаре, евакуише у Јерменију. Након повлачења јерменских снага из региона, манастир је стављен под заштиту руских мировних снага.

## Галерија
- Дадиванк
- Поглед из ваздуха
- Хачкари у Дадиванку
- Општи поглед на манастир. У првом плану десно је капела припрате, лево је стара црква, иза ње је кров мале базилике, у позадини десно је звоник, лево је купола цркве Хасана Великог
- Звоник. Поглед са капије
- Фреска из 13. века
- Поглед на манастир са југозапада
- Дадиванк
- Дадиванк